# Stephen Oswald
Stephen Oswald (ur. 30 czerwca 1951 w Seattle) – amerykański astronauta.

## Życiorys
W 1973 ukończył inżynierię lotniczą i kosmiczną w United States Naval Academy, we wrześniu 1974 otrzymał licencję lotnika morskiego, w 1978 szkolił się na pilota doświadczalnego w stanie Maryland. W listopadzie 1984 dołączył do NASA jako inżynier lotniczy i kosmiczny i instruktor pilotażu. 4 czerwca 1985 został kandydatem na astronautę. Od 22 do 30 stycznia 1992 jako pilot brał udział w misji STS-42 trwającej 8 dni, godzinę i 14 minut. Od 8 do 17 kwietnia 1993 był pilotem w misji STS-56 trwającej 9 dni, 6 godzin i 8 minut. Podczas swojej ostatniej misji, STS-67 od 2 do 18 marca 1995 pełnił funkcję dowódcy. Spędził wówczas w kosmosie 16 dni, 15 godzin i 8 minut. Łącznie przebywał w kosmosie 33 dni, 22 godziny i 30 minut. 
Opuścił NASA w styczniu 2000.
Od 2015 jego małżonką jest Mary Bono.